# (33286) 1998 KA
1998 كي أي (ويعرف أيضًا باسم (33286) 1998 كي أي وفق تسمية الكوكب الصغير) (بالإنجليزية: 1998 KA)‏ هو كويكب ضمن حزام الكويكبات؛ وترتيبه 33286 من حيث الاكتشاف.
اكتُشف هذا الجُرم الفلكي بواسطة Frank B. Zoltowski ‏ في 16 مايو 1998.

## وصلات خارجية
- (33286) 1998 KA في قاعدة بيانات مختبر الدفع النفاث لأجرام النظام الشمسي الصغيرة

- الاكتشاف · مخطط المدار ·  العناصر المدارية · المعلمات المادية

- (33286) 1998 KA على موقع ويكي سكاي: DSS2, SDSS, GALEX, IRAS, Hydrogen α, X-Ray, Astrophoto, Sky Map, Articles and images